# Paul German
Paul German, né le 30 mars 1915 à Tours et mort le 23 septembre 1993 à Caen, est un homme politique français. Il fut maire de Falaise de 1967 à 1989 et président du Conseil régional de Basse-Normandie de 1978 à 1982.

## Biographie
Paul German, orphelin de guerre à 8 ans, fut boursier, externe des Hôpitaux de Paris, moniteur d'obstétrique à la Faculté de Médecine de Paris et à l'hôpital Tarnier, docteur en médecine, en 1939
Médecin généraliste à Falaise, il est élu maire divers-droite de cette commune. Il préside le Conseil régional de Basse-Normandie de 1978 à 1982. Régionaliste normand (Mouvement normand), il était un partisan de la réunification de la Normandie. Historien local, il a écrit plusieurs ouvrages sur le passé de sa ville.
Il fait acheter en 1969 par sa municipalité à un propriétaire privé l'aérodrome, inauguré le 6 juin 1948 sur la commune de Damblainville et qui, à expiration du bail de 20 ans, venait d'être labouré et remis en culture par son nouveau propriétaire. Il le justifie en déclarant : « Falaise a raté le chemin de fer (il y a 110 ans), Falaise ne doit pas rater l'aviation ».[réf. souhaitée]

## Ouvrages
- Contribution à l'étude des perforations utérines, une observation de perforation utérine criminelle et latente. Paris : Vigot frères, 1939. (Thèse de médecine. Paris. 1939. N ̊ 1181)
- La Bataille de Falaise. Condé-sur-Noireau : C. Corlet, 1988  (ISBN 2-85480-174-1)
- Cent jours de guerre pour la paix : la bataille de Falaise dans la bataille de Normandie. Condé-sur-Noireau : C. Corlet, 1994  (ISBN 2-85480-474-0)
- Falaise dans la mémoire des rues. Condé-sur-Noireau : C. Corlet, 1988  (ISBN 2-85480-208-X)
- Histoire de Falaise. Condé-sur-Noireau : C. Corlet, 1984 (2e édition) - 1994 (édition définitive)
- One hundred days of war for peace : the battle of Falaise within the battle of Normandy. Condé-sur-Noireau : C. Corlet, 1998  (ISBN 2-85480-743-X)
- Visitons Falaise. Condé-sur-Noireau : C. Corlet, 1990
- Visitons Falaise. L'église Notre-Dame de Guibray. Condé-sur-Noireau : C. Corlet, 1992  (ISBN 2-85480-272-1)
- Visitons Falaise. L'église Sainte-Trinité. Condé-sur-Noireau : C. Corlet, 1992  (ISBN 2-85480-271-3)
- Visitons Falaise. L'église Saint-Gervais. Condé-sur-Noireau : Corlet, 1991  (ISBN 2-85480-263-2)
- Visitons Falaise. L'église Saint-Laurent. Condé-sur-Noireau : C. Corlet, 1990  (ISBN 2-85480-233-0)

## Décorations
- Officier de la Légion d'honneur[3]
- Croix de guerre 1939–1945
- Officier de l'ordre des Palmes académiques
- Commandeur de l'ordre des Arts et des Lettres

## Sources
- Jean-Jacques Lerosier, « Un sixième président pour la Région », Ouest-France, 3 avril 2007